# Gonzalo Castro Irizábal
Gonzalo 'Chori' Castro Irizábal (Trinidad, 14 september 1984) is een Uruguayaans voetballer die doorgaans als linksmidden speelt. Castro debuteerde in 2005 in het Uruguayaans voetbalelftal.

## Clubcarrière
Chori Castro maakte op zeventienjarige zijn profdebuut in de Uruguayaanse Primera División als speler van Nacional, op 13 juli 2002 tegen Central Español.
Op 7 augustus 2007 zette hij zijn handtekening onder een vijfjarig contract bij het Spaanse RCD Mallorca. In de eerste twee jaar kwam hij weinig aan spelen toe. Op 4 maart 2009 scoorde hij een doelpunt in de Copa del Rey tegen FC Barcelona. De wedstrijd eindigde op 1-1. Vier dagen later scoorde hij een dubbelslag tegen Real Betis. In het daaropvolgende seizoen dwong hij voor het eerst een basisplaats af. Mallorca eindigde dat seizoen vijfde, waardoor het Europees mocht spelen. Op 23 oktober 2010 scoorde hij twee doelpunten tegen Valencia CF in een met 2-1 gewonnen uitwedstrijd.
Vanaf seizoen 2012-2013 zou hij vier seizoenen vertoeven bij het Spaanse Real Sociedad.  Tijdens het seizoen 2013-2014 zou hij zeven wedstrijden spelen tijdens de groepsfase van de UEFA Champions League 2013/14.  Hij bleef scoreloos en de ploeg werd laatste met slechts 1 punt.
Hij tekende tijdens het seizoen 2018-2019 voor een derde Spaanse ploeg, Málaga CF.  In totaal zou hij er twee seizoenen blijven.
Daarna keerde hij terug naar zijn moederland en zijn jeugdteam Nacional.  Hij zou er vanaf seizoen 2018-2019 twee jaren blijven.

## Interlandcarrière
Castro debuteerde op 17 augustus 2005 in het Uruguayaans voetbalelftal, in een oefeninterland tegen Spanje in Gijón.

## Erelijst
| Kampioen Primera División | 3x | 2002, 2005, 2005/06 |

1 Roberto ·
2 Miquel ·
3 González ·
4 Hernández ·
5 Rolón ·
6 Kuzmanović ·
7 Iturra ·
8 Adrián ·
9 Borja ·
10 Juanpi ·
11 Castro ·
12 Ideye ·
13 Prieto ·
14 Recio  ·
15 Ricca ·
16 Peñaranda ·
17 Success ·
18 Rosales ·
19 Bueno ·
20 Keko ·
21 Samu García ·
22 Lestienne ·
23 Torres ·
24 Rolán ·
25 Lacen ·
26 En-Nesyri ·
27 Robles ·
29 Soler ·
Coach: González